# Collado Villalba

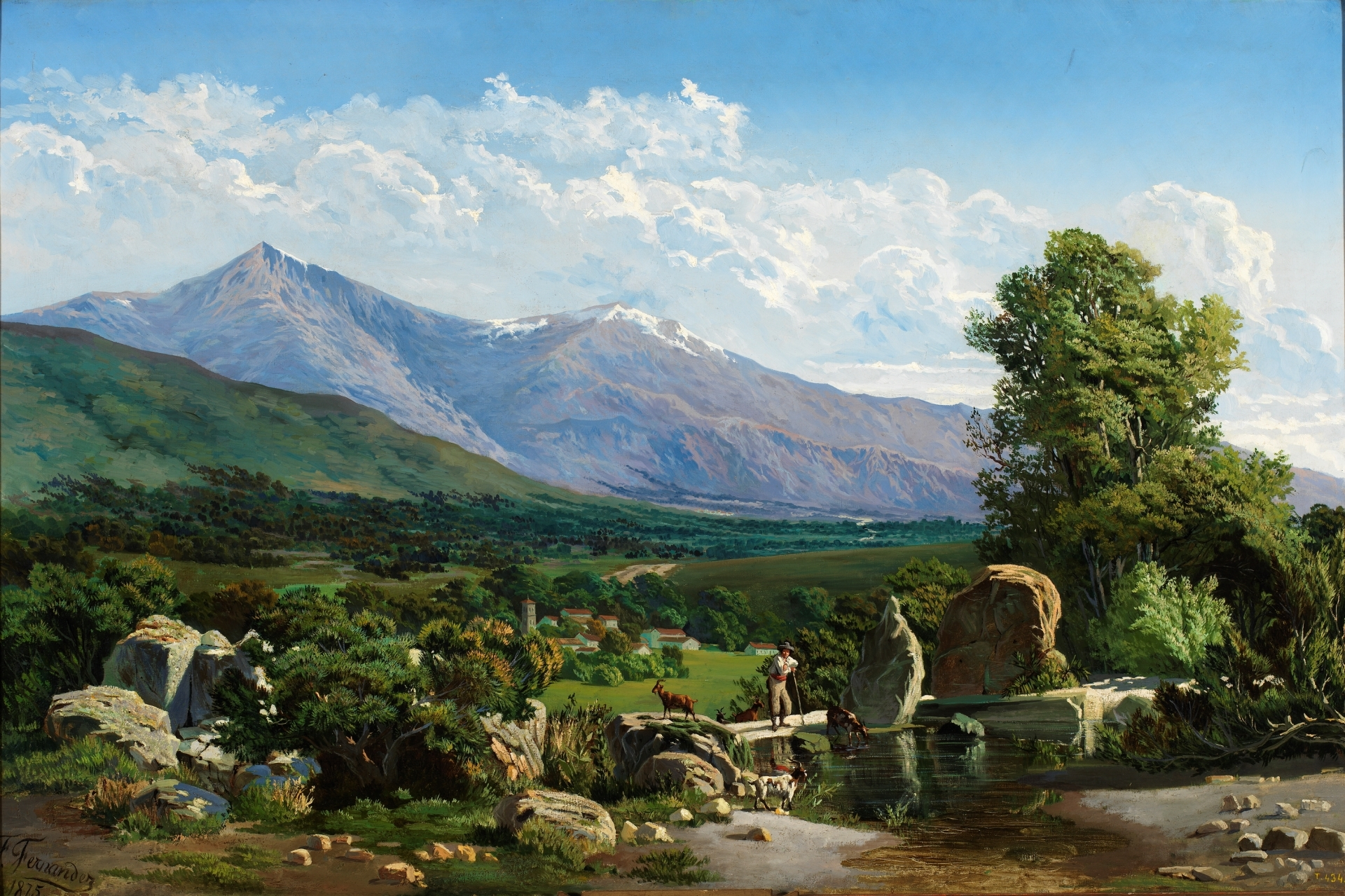
Ortsansicht von Villalba (Gemälde 1875)

Collado Villalba ist eine Stadt und eine Gemeinde (municipio) mit 66.698 Einwohnern (Stand: 2024) im Nordwesten der Autonomen Region Madrid (Spanien).

## Lage und Klima
Die Stadt erstreckt sich auf beiden Ufern des Río Guadarrama in den südlichen Ausläufern der Sierra de Guadarrama ca. 40 km (Fahrtstrecke) nordwestlich von Madrid auf etwa 870 bis 920 m Höhe. Das Klima im Winter ist kühl, im Sommer dagegen gemäßigt bis warm; Niederschläge – manchmal auch in Form von Schnee – (ca. 450 mm/Jahr) fallen überwiegend im Winterhalbjahr.

## Bevölkerungsentwicklung
| Jahr      | 1857 | 1900  | 1950  | 2000   | 2018   |
| Einwohner | 527  | 1.326 | 3.355 | 42.238 | 63.074 |

Der seit der Mitte des 20. Jahrhunderts zu verzeichnende enorme Bevölkerungsanstieg ist im Wesentlichen auf die günstige Lage (Nähe zum Großraum Madrid, Eisenbahn- und Autobahnanschluss etc.) und den zunehmenden innerspanischen Tourismus zurückzuführen.

## Wirtschaft
Ursprünglich waren die wirtschaftlichen Aktivitäten typisch für Bergregionen: Rinder- und Schafzucht, Imkerei und Granitsteinbrüche. Im Jahr 1950 waren jedoch nur noch 20 % der Bevölkerung in der Landwirtschaft tätig. In der 2. Hälfte des 20. Jahrhunderts wurden dann viele Zweitwohnungen errichtet und die Gemeinde wandelte sich zu einem Erholungsort für den Sommer und die Wochenenden; dadurch wuchs der Dienstleistungssektor. Heute ist der Ort eine Schlafstadt im Großraum Madrid sowie ein Mittelpunkt der Freizeitgestaltung im Umfeld der Sierra de Guadarrama; nicht umsonst wird Collado Villalba als „Hauptstadt der Sierra“ bezeichnet. Trotzdem ist teilweise noch die Atmosphäre eines Bergdorfs zu spüren; viele Gärten zu beiden Seiten des Río Guadarrama und ruhige Geschäftsstraßen zeugen vom noch ländlichen Charakter. Wenig mehr als 20 Gehminuten vom Stadtzentrum entfernt befindet man sich auf dem flachen Land, das von den Bergen der Sierra de Guadarrama umgeben ist.

## Geschichte

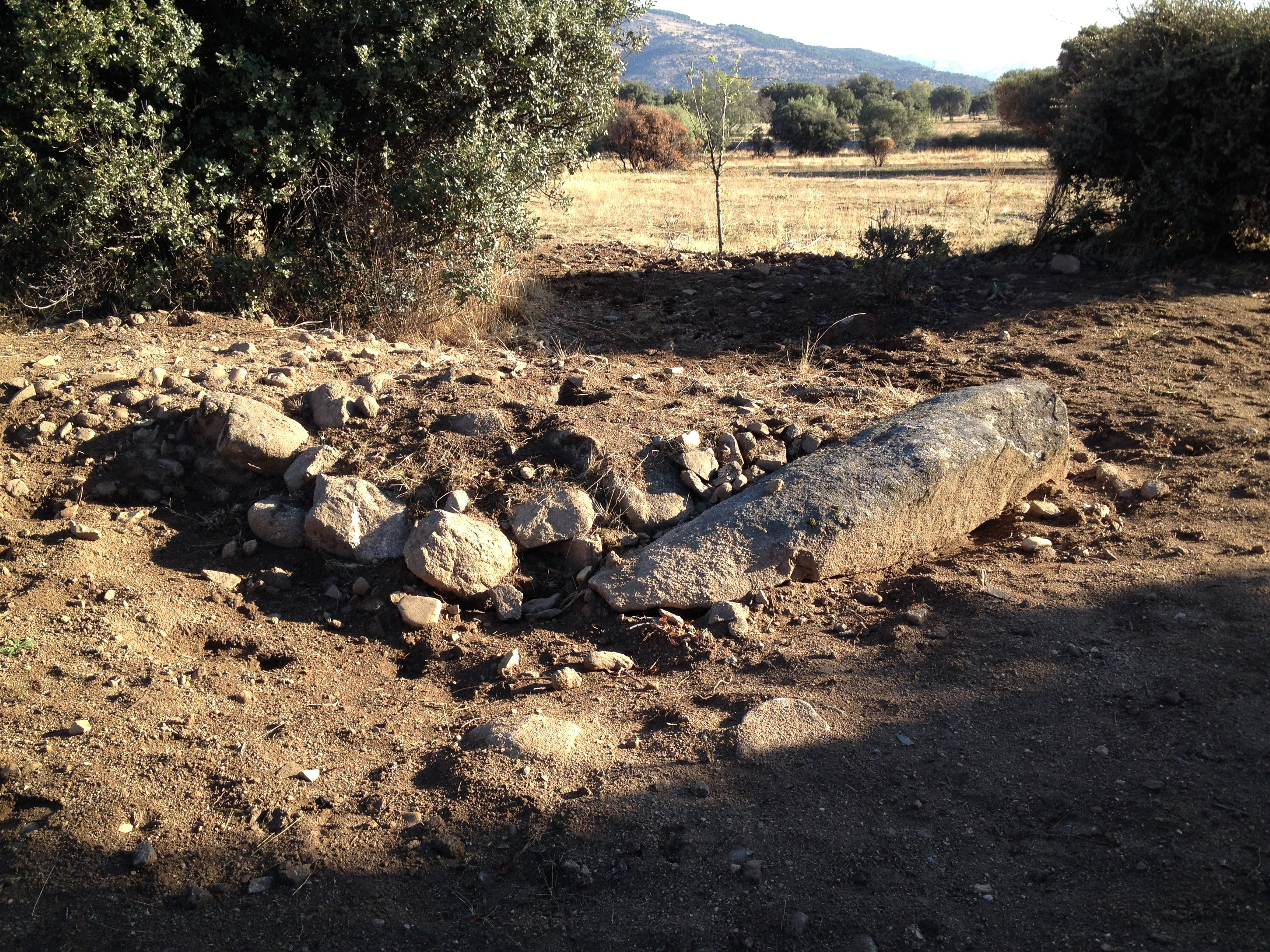
Dolmen von Entretérminos

Auf dem Gemeindegebiet befinden sich die Reste eines megalithischen Ganggrabs (Dolmen de Entretérminos). Keltische, römische, westgotische und selbst maurische Spuren sind nur in äußerst spärlicher Zahl vorhanden. Das Gebiet wurde im 11./12. Jahrhundert von den Christen zurückerobert (reconquista); danach wurde es durch Neusiedler wiederbevölkert (repoblación). Im Jahr 1455 gründete Johann II. hier die königliche Grafschaft Manzanares (Condado de Real de Manzanares) und gab sie in die Hände von Iñigo López de Mendoza.

## Sehenswürdigkeiten

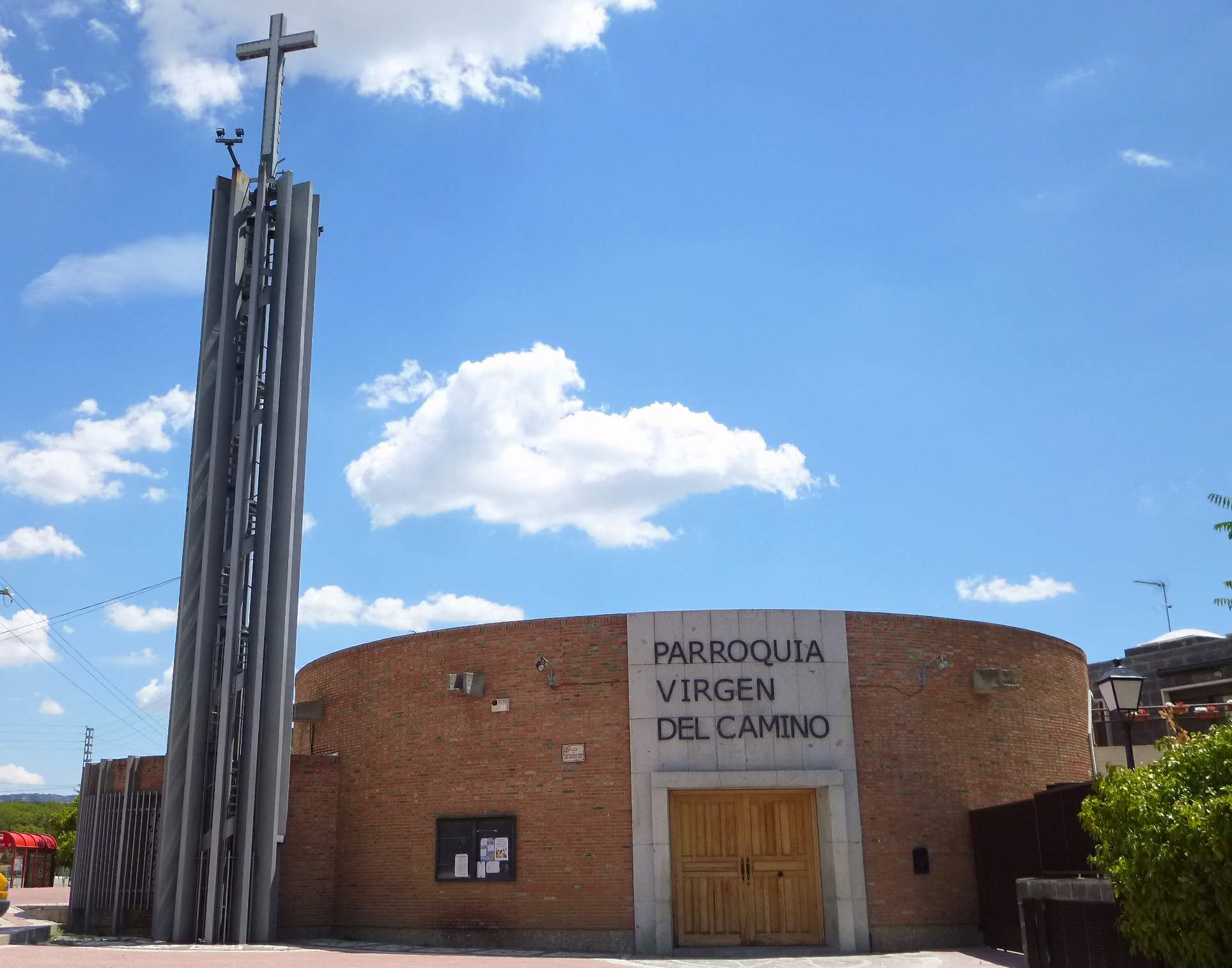
Iglesia de la Virgen del Camino

- Der ruinierte Dolmen de Entretérminos befindet sich etwa 2 km nordwestlich des Stadtzentrums (40° 38′ 39″ N, 4° 1′ 10″ W).
- Die Iglesia de Nuestra Señora del Enebral ist ein Bau des 16./17. Jahrhunderts mit einer von monolithischen Säulen gestützten Südvorhalle (portico).[4]
- Die zu Beginn des 20. Jahrhunderts erbaute Ermita de Santiago Apóstol steht mitten in der Altstadt.
- Die Dreifaltigkeitskirche (Iglesia de la Santísima Trinidad) ist ein Neubau aus den 1980er Jahren und befindet sich in der Nähe des Bahnhofs.
- Das alte Rathaus (ayuntamiento) beherbergt nunmehr die Stadtbibliothek. Unmittelbar daneben befindet sich der moderne Glasbau des neuen Rathauses.

Ostufer des Río Guadarrama
- Der Kirchenneubau der Iglesia de la Virgen del Camino besteht aus einem runden Saalbau und einem freistehenden Turm.
- Neue Architektur prägt das Bild der Universidad a Distancia de Madrid (UDIMA).